# Colby (Cumbria)

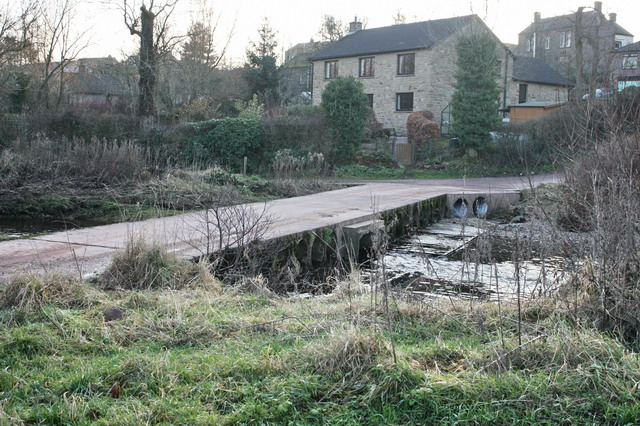

Colby ist ein Dorf und civil parish in der Unitary Authority Westmorland and Furness in der Grafschaft Cumbria, England. Im Jahr 2022 hatte es eine Bevölkerung von 126 Personen.

## Persönlichkeiten
- Cyril Dunning (1888–1962), Fußballspieler